# Liste der pakistanischen Botschafter in Argentinien
Die pakistanische Botschaft befindet sich in der Gorostiaga 2176 in Buenos Aires.
Der pakistanische Botschafter in Buenos Aires ist regelmäßig auch bei der Regierung in Montevideo La Paz Lima und Santiago de Chile akkreditiert.
| Ernannt / Akkreditiert | Name                    | Bemerkungen | ernannt von          | akkreditiert bei          | Posten verlassen |
| ---------------------- | ----------------------- | --- | -------------------- | ------------------------- | ---------------- |
| 1956                   | Abida Sultan            | (* 28. August 1913; † 11. Mai 2002) 1933 heiratete sie Nawab Sarwar Ali Khan. Sitz Rio de Janeiro | Iskander Mirza       | Eduardo Lonardi           |                  |
| 1958                   | Mohamed Abdulla Khan    | | Mohammed Ayub Khan   | Arturo Frondizi           |                  |
| 1962                   | Syed M. Murshed         | 1963: Botschafter in Tokio. | Mohammed Ayub Khan   | José María Guido          |                  |
| 1967                   | Khutam Khan Panni       | 1963 Abgeordneter in der Tangail-Bashail constituency, nach seiner Ernennung zum Botschafter, nahm sein Cousin Mohammad Bayazeed Khan Panni seinen Platz im Parlament ein.                                                                                  | Mohammed Ayub Khan   | Juan Carlos Onganía       |                  |
| 1972                   | Saad Rashidul Khairi    | (* 5. November 1923 in Neu-Delhi; † 1. November 2012) Journalist für The Sind Observer und The Daily Gazette, trat 1948 in den Pakistan Foreign Service. 1968 Botschafter im Khartum 1970: Generaldirektor des Ministry of Information and National Affairs | Zulfikar Ali Bhutto  | Alejandro Agustín Lanusse |                  |
| 1977                   | Saad Tarique            | (* 1924) 29. Januar 1975 – 30. Juni 1976 Chairman of Water and Power Development Authority | Fazal Ilahi Chaudhry | Jorge Rafael Videla       |                  |
| 1980                   | Syed Ahmed Pasha        | | Mohammed Zia ul-Haq  | Jorge Rafael Videla       |                  |
| 1996                   | Zafar Habib             | | Mohammed Rafiq Tarar | Fernando de la Rúa        |                  |
| 2000                   | Saced Khalid            | | Mohammed Rafiq Tarar | Fernando de la Rúa        |                  |
| 2006                   | Ishtiaq Hussain Andrabi | 1985–1989: Gesandtschaftssekretär in Doha, 1992–1995 Konsul in Manchester, 1996–1998: Deputy Head of Mission at Beirut, 2004–2005: Deputy High Commissioner in Colombo. Seit Oktober 2011 Norwegen, seit 29. Mai 2012 Botschafter in und Island             | Mohammed Rafiq Tarar | Ricardo Lagos Escobar     | 2009             |